# المعمورة (الكرك)
المعمورة منطقة سكنية تقع في لواء الأغوار الجنوبية، محافظة الكرك في الأردن. تنتمي المنطقة لقضاء غور الصافي الذي يضم 5 مناطق. يقدر عدد سكانها بـ 1849 نسمة حسب إحصاء 2015.

## الوصلات الخارجية
- دائرة الاحصاءات العامة